# These Days (nummer van Bon Jovi)
These Days is een nummer van de Amerikaanse rockband Bon Jovi uit 1996. Het is de vierde en laatste single van hun zesde studioalbum These Days.
"These Days" gaat over mensen die proberen begrepen te worden, en hun dromen achterna jagen. Het nummer werd alleen in het Verenigd Koninkrijk een hit; het haalde daar de 7e positie. In Nederland bereikte de plaat een bescheiden 33e positie in de Nederlandse Top 40 en een 45e positie in de Mega Top 50.